# Silberpfennig
Silberpfennig är ett berg i Österrike.   Det ligger i distriktet Sankt Johann im Pongau och förbundslandet Salzburg, i den centrala delen av landet, 280 km sydväst om huvudstaden Wien. Toppen på Silberpfennig är 2 600 meter över havet, eller 449 meter över den omgivande terrängen. Bredden vid basen är 5,5 km.
Terrängen runt Silberpfennig är bergig åt nordväst, men åt sydost är den kuperad. Närmaste större samhälle är Bad Gastein, 7,5 km öster om Silberpfennig. 
Trakten runt Silberpfennig består i huvudsak av gräsmarker. Runt Silberpfennig är det ganska glesbefolkat, med 45 invånare per kvadratkilometer.